# 朝鮮民主主義人民共和国のラジオ放送局
 この項目では、朝鮮民主主義人民共和国にあるラジオ放送局を一覧にして示す。

## 概要
朝鮮民主主義人民共和国（以下北朝鮮）の国営および地方のラジオ局の一覧を記載した。
北朝鮮で最もよく使われている放送メディアはラジオである。すべての放送局は政府の厳格な管理下にあり、広告は一切ない。一部の放送局は午後に地方番組を放送するが、通常は平壌からの放送を中継している。
北朝鮮のラジオ放送局は以下の5つである。
- 朝鮮中央放送：北朝鮮の総合的な国営放送局。
- 平壌FM放送： 国内向けFM放送。音楽を放送している。
- 朝鮮の声放送：全世界を対象とした多言語の国際放送局。近隣諸国では、中波でも聴取可能。[1]
- 妨害電波：韓国の対北放送や、その他の北朝鮮向けの放送などを妨害するための電波を送信している。
- 平壌放送（2024年1月廃止）：主に在中国・在日の朝鮮人と朝鮮民族を対象とした放送で、中波で放送され、FMと短波でも広く聴取可能であった。
- 統一のこだま放送（2024年1月廃止）： 短波とFMを用いた韓国向けの宣伝放送。

## 放送局別の周波数一覧

### 朝鮮中央放送
| 放送時間（PYT) | 帯域 | 周波数   | 送信所 | 出力  |
| -------------- | ---- | -------- | ------ | ----- |
| 05:00-03:00    | 中波 | 720kHz   | 渭原   | 500kW |
| 05:00-03:00    | 短波 | 3250kHz  | 平壌   | 100kW |
| 05:00-03:00    | 短波 | 6100kHz  | 江界   | 250kW |
| 05:00-03:00    | 短波 | 11680kHz | 江界   | 50kW  |

・この他、657、702、765、801、810、819、873、882、927、999、3205、6140kHzでDRM波による不定期の試験送信が行われており、一部の周波数では、「조선중앙제2라지오방송(朝鮮中央第2ラジオ放送)」の局名表示が確認されている。ただし、いずれも番組の放送はされていない。
・FM102.6MHz（送信所・出力不明）で受信報告がある。

### 朝鮮の声放送

#### 中波
| 周波数(kHz) | 送信所 | 出力(kW) | 備考       |
| ----------- | ------ | -------- | ---------- |
| 621         | 清津   | 500      | 日本語放送 |

#### 短波
| 周波数(kHz) | 送信所 | 出力(kW) | 備考                                                     |
| ----------- | ------ | -------- | -------------------------------------------------------- |
| 3560        | 球場郡 | 15       | 不定期または廃止 DRMテスト、朝鮮中央放送・平壌放送と共用 |
| 6070        | 江界   | 250      | 歪んだ音、AM-SSB変調                                     |
| 6170        | 球場郡 | 200      |                                                          |
| 6185        | 球場郡 | 200      |                                                          |
| 7210        | 球場郡 | 200      |                                                          |
| 7220        | 球場郡 | 200      |                                                          |
| 7235        | 球場郡 | 200      |                                                          |
| 7570        | 球場郡 | 200      | 冬季のみ                                                 |
| 7580        | 球場郡 | 200      | 冬季のみ                                                 |
| 9425        | 球場郡 | 200      |                                                          |
| 9435        | 球場郡 | 200      |                                                          |
| 9445        | 球場郡 | 200      |                                                          |
| 9560        | 球場郡 | 200      |                                                          |
| 9730        | 球場郡 | 200      |                                                          |
| 9850        | 球場郡 | 200      | 冬季のみ                                                 |
| 9875        | 球場郡 | 200      |                                                          |
| 9890        | 球場郡 | 200      |                                                          |
| 11635       | 球場郡 | 200      |                                                          |
| 11645       | 球場郡 | 200      |                                                          |
| 11710       | 球場郡 | 200      |                                                          |
| 11735       | 球場郡 | 200      |                                                          |
| 11865       | 球場郡 | 200      | 夏季のみ、冬季は7580 kHz                                 |
| 11910       | 球場郡 | 200      |                                                          |
| 12015       | 球場郡 | 200      |                                                          |
| 13650       | 球場郡 | 200      |                                                          |
| 13760       | 球場郡 | 200      | 夏季のみ                                                 |
| 15105       | 球場郡 | 200      |                                                          |
| 15180       | 球場郡 | 200      | 欧州向け放送は夏期のみ ロシア向け放送は通年              |

### 妨害電波
- 妨害対象の放送局のスケジュールにより、さまざまな場所からさまざまな時間帯・周波数で送出される。

#### 短波
| 周波数(kHz) | 送信所 | 出力(kW) | 備考                |
| ----------- | ------ | -------- | ------------------- |
| 5920or6045  | 球場郡 | 200      | 自由の声周波数      |
| 6015        | 球場郡 | 200      | KBS韓民族放送周波数 |

#### 中波
- 558 kHz, 海州地域
- 567 kHz
- 603 kHz, 海州地域
- 711 kHz, 平壌・開城地域
- 747 kHz
- 819 kHz, 平壌地域(夜間休止)
- 837 kHz, 開城地域
- 891 kHz, 平壌地域
- 963 kHz
- 972 kHz, 平壌地域
- 1062 kHz
- 1170 kHz
- 1188 kHz
- 1431 kHz, 平壌地域
- 1440 kHz
- 1467 kHz, 元山地域
- 1566 kHz, 平壌地域

#### FM
- 88.1 MHz, 開城
- 88.5 MHz
- 89.1 MHz, 開城
- 89.9 MHz, 開城
- 90.3 MHz, 開城
- 91.1 MHz, 開城
- 91.5 MHz, 開城
- 91.9 MHz, 開城
- 92.9 MHz
- 93.1 MHz, 開城
- 93.9 MHz, 開城
- 94.5 MHz, 開城
- 95.9 MHz, 開城
- 96.3 MHz, 開城
- 96.7 MHz, 開城
- 97.3 MHz, 開城
- 98.1 MHz, 開城
- 98.7 MHz, 開城
- 98.9 MHz, 海州
- 99.5 MHz, 開城
- 101.7 MHz, 海州
- 101.9 MHz, 開城
- 102.5 MHz, 開城
- 103.1 MHz, 開城
- 104.5 MHz, 開城
- 104.9 MHz, 開城
- 105.3 MHz, 開城
- 105.7 MHz, 開城
- 106.1 MHz, 開城
- 106.5 MHz, 開城
- 106.9 MHz, 開城
- 107.3 MHz, 開城
- 107.7 MHz, 開城

## 参照
- 朝鮮の声放送
- Radio jamming in Korea
- Media of North Korea